# Chambers Street
Chambers Street – stacja metra nowojorskiego, na linii 1, 2 i 3. Znajduje się w dzielnicy Manhattan, w Nowym Jorku i zlokalizowana jest pomiędzy stacjami Franklin Street, Rector Street i Park Place. Została otwarta 1 lipca 1918.